# Orzeł Gniezno
KS Orzeł Gniezno – polski klub speedrowerowy z siedzibą w Gnieźnie. Następca klubu GKS Orzeł Gniezno. Drużynowy Mistrz Polski w sezonie 2021 i 2024. Drużynowy wicemistrz Polski w sezonie 2020 i 2022. Klubowy wicemistrz Europy 2024.  

## Historia
Speedrower w Gnieźnie swoje początki ma  w 1989 roku, kiedy to na stadionie żużlowym w Gnieźnie  organizowane były wyścigi rowerowe z okazji dnia dziecka. Kolejnym krokiem było utworzenie w 1991 roku międzyszkolnej Ligi BMX. W 1993 roku gnieźnieński speedrower przeniósł się na nowo powstały obiekt, mieszczący się przy ulicy Wrzesińskiej 25 w Gnieźnie – w sąsiedztwie stadionu żużlowego.
Trener Stanisław Tamborski wraz ze swoimi podopiecznymi utworzyli klub GKS Orzeł Gniezno i w 1994 roku wzięli udział w Lidze Wielkopolskiej. Rok później wzięli udział w Lidze Ogólnopolskiej. Klub GKS Orzeł ma w swoim dorobku cztery złote medale w rozgrywkach ligowych zdobyte cztery lata z rzędu, w okresie od 1999 do 2002 roku.
Kontynuatorem tradycji sportu speedrowerowego w Gnieźnie jest powstały pod koniec 2019 roku klub KS Orzeł Gniezno. W sezonie 2020 zespół prowadzony przez trenera Marcina Puka był rewelacją rozgrywek o drużynowe mistrzostwo Polski, a nowy tor stanowił twierdzę nie do zdobycia. Ostatecznie gnieźnianie zakończyli te rozgrywki na zaskakująco dobrym drugim miejscu. Tytuł Indywidualnego Mistrza Polski zdobył z kolei Łukasz Łaniecki. W sezonie 2021 klub po 19 latach zdobył tytuł Drużynowego Mistrza Polski w speedrowerze. W sezonie 2022 klub zdobył srebrny medal Drużynowych Mistrzostw Polski przegrywając w dwumeczu z TSŻ Toruń. W sezonie 2023 klub zajął pozycję poza pierwszą trójką. 6 maja 2024 w walijskim Newport speedrowerzyści Aseko Orła Gniezno wywalczyli tytuł Klubowych wicemistrzów Europy. W pierwszym meczu finałowym sezonu 2024 zespół Aseko Orła pokonał LKS Szawer Leszno 85:73. W drugim meczu Aseko Orzeł zwyciężył na własnym torze z zespołem z Leszna  i przypieczętował złoty medal Drużynowych Mistrzostw Polski 2024. 

## Sukcesy
Drużynowe mistrzostwa Polski:
- 1. miejsce (6) – 1999, 2000, 2001, 2002, 2021, 2024
- 2. miejsce (4) – 1996, 1998, 2020, 2022
- 3. miejsce (5) – 1997, 2007, 2008, 2009, 2010

Klubowy Wicemistrz Europy: 2024

## Władze klubu

### Struktury klubu[8]
Prezes
- Daniel Kozłowski

Wiceprezes
- Anna Morawska
- Tomasz Janas

Członek zarządu
- Piotr Tuleja
- Tomasz Wejerowski

### Komisja rewizyjna[8]
Przewodniczący
- Rafał Ambrożak

Członek
- Marek Koperski
- Radosław Sieradzki

## Kadra zespołu

### Kadra w sezonie 2024[9]

#### SENIORZY
- Łukasz Kokott (weteran)
- Paweł Kozłowski (weteran)
- Marcin Puk (weteran)
- Radosław Sieradzki (weteran)
- Tomasz Wejerowski (weteran)
- Krystian Górniaczyk (open)
- Bartosz Łaniecki (open)
- Łukasz Łaniecki (open)
- Michał Nowak (open)
- Mikołaj Menz (U-23)

#### JUNIORZY
- Michał Menz (U-18)
- Arkadiusz Graczyk (U-18)
- Marcel Morawski (U-16)
- Marcel Kubiak (U-16)
- Wiktoria Łaniecka (U-16)
- Julian Ambrożak (U-14)
- Nikodem Koperski (U-14)
- Emil Kozłowski (U-14)
- Nikodem Łaniecki (U-12)
- Szymon Bochenek (U-12)
- Jakub Nowak (U-12)
- Alex Janas (U-10)
- Leon Tuleja (U-10)
- Michał Adamiec (U-8)
- Norbert Koperski (U-8)

## Obiekt speedrowerowy
- Data otwarcia: 8 grudnia 2019[10]

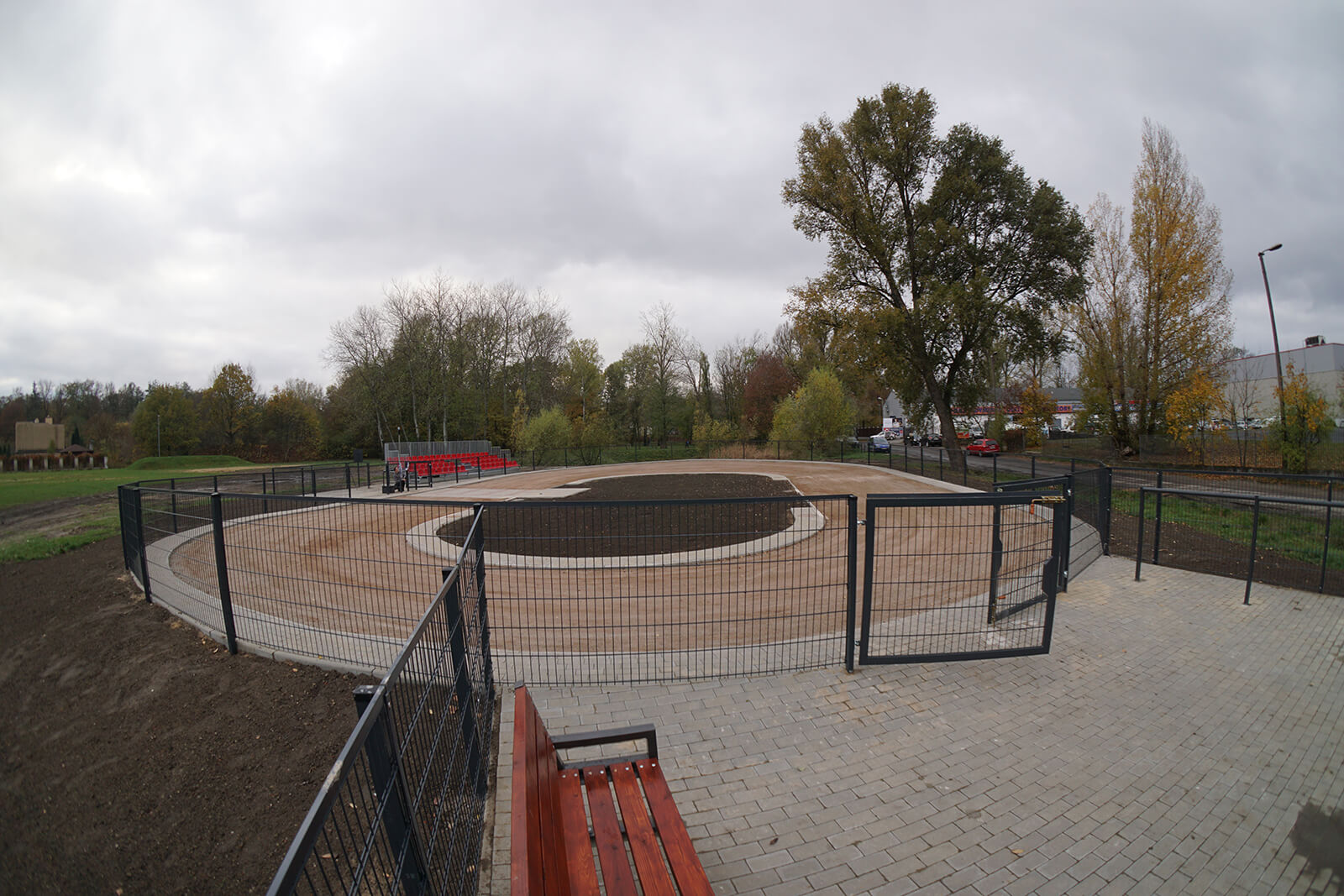

- Adres: ul. Parkowa 13 (kompleks sportowo-rekreacyjny w parku Miejskim im. Władysława Andersa), 62-200 Gniezno

### Dane techniczne toru[11]
- Nawierzchnia toru: sjenit
- Nawierzchnia pola startowego: kostka brukowa
- Długość toru: 60,8 m
- Szerokość toru na prostych/na łukach: 5,5 m
- Promień łuków: 5,35 m
- Profil toru na prostych: 1,15 m
- Profil toru na łukach: 5,7 m
- Wysokość ogrodzenia toru (bandy): 1,3 m